# 野波村
野波村（のなみむら）は、島根県八束郡にあった村。現在の松江市島根町野波、島根町多古、島根町野井にあたる。

## 地理
- 海洋：日本海[1]
- 河川：千酌路川、里路川[1]

## 歴史
- 1889年（明治22年）4月1日、町村制の施行により、島根郡野波浦、多古浦、野井浦が合併して村制施行し、野波村が発足[1][2]。
- 1896年（明治29年）4月1日、郡の統合により八束郡に所属[2]。
- 1956年（昭和31年）1月10日、八束郡大芦村、加賀村と合併し島根村を新設して廃止された[1][2]。

## 村長
- 小川蔵次郎

## 産業
- 農業、漁業[1]。